# Sarmazenil
Il sarmazenil (Ro15-3505) è uno psicofarmaco appartenente alla categoria delle benzodiazepine che agisce come agonista inverso parziale dei recettori delle benzodiazepine, ovvero provoca gli effetti opposti alla maggior parte dei farmaci benzodiazepinici, e agisce invece come ansiogenico e convulsivo. Viene utilizzato in medicina veterinaria per invertire gli effetti dei farmaci sedativi benzodiazepinici al fine di risvegliare rapidamente gli animali anestetizzati.